# ニソール
株式会社ニソールは、埼玉県狭山市に本社を置くプリント基板設計及びプリント基板用CADの開発・販売を行っている企業。

## 事業内容
- プリント基板設計
- CAD/CAMシステムの開発
- EMS

## 製品
- CADLUSシリーズ